# Paulomanus cecropiae
Paulomanus cecropiae är en insektsart som beskrevs av Young 1952. Paulomanus cecropiae ingår i släktet Paulomanus och familjen dvärgstritar.
Artens utbredningsområde är Panama. Inga underarter finns listade i Catalogue of Life.